# Gelasma albistrigata
Gelasma albistrigata är en fjärilsart som beskrevs av W. Warren 1895. Gelasma albistrigata ingår i släktet Gelasma och familjen mätare. Inga underarter finns listade i Catalogue of Life.